# Governor General’s Foot Guards
Die Governor General’s Foot Guards sind ein in der kanadischen Hauptstadt Ottawa stationiertes Reserve-Infanterie-Regiment der Canadian Army. Sie sind neben den Canadian Grenadier Guards und den berittenen Governor General’s Horse Guards das dritte Household-Regiment der kanadischen Monarchie. Der Colonel of the Regiment ist traditionell der kanadische Generalgouverneur, seit 2021 Mary Simon.

## Geschichte
Die Governor General’s Foot Guards wurden im Jahre 1872 aufgestellt. Bereits damals gab es informelle Beziehungen zu den britischen Coldstream Guards, an deren Uniform sich die Paradeuniform der Governor General’s Foot Guards anlehnt.
Im Ersten Weltkrieg (1914–18) kämpften Bataillone der Governor General’s Foot Guards an der Westfront. Im Zweiten Weltkrieg waren Mitglieder des Regiments an der Invasion in der Normandie beteiligt.

## Die Governor General’s Foot Guards heute
Nach dem Zweiten Weltkrieg war das Regiment u. a. in Afghanistan tätig. Daneben nahm das Regiment auch sein traditionelles Privileg wahr, den Monarchen und den kanadischen Generalgouverneur zu beschützen. Die Governor General’s Foot Guards sind heute ein leichtes Infanterie-Regiment der Reserve.